# Хіфесобрикон
Хіфесобрикон (Hyphessobrycon) — рід харациноподібних риб родини Харацинові (Characidae).

## Розповсюдження
Представників роду хіфесобрикон можна зустріти у Південній і Центральній Америці у стоячих і повільних водах.

## Опис
Мають чотирикутний вертикальностоячий спинний плавець. У деяких рибок він витягнутий. У хвостового плавця відсутня луска. Тіло високе і стиснуте з боків. Відрізняються самиці від самців формою плавального міхура. У самця міхур витягнутий вниз і гостріший ніж у самки. Ще у самця є вільне місце між заднім краєм черева і нутрощами, на відміну від самиці, в якій це вільне місце заповнене ікринками.

## Розмноження
Мальки виводяться через 20-36 годин після нересту і декілька днів висять у товщі води. Молодь живиться дрібними безхребетними, особливо полюбляють нематоди.

## Живлення
Живляться хіфесобрикони, у природних умовах, дрібними водними тваринами і комахами. В акваріумі вони будуть їсти сухий корм і комах.

## Акваріумістика
Хіфесобрикони не вимогливі, тому, їх можна утримувати в простих умовах. Але слід зауважити, що вони будуть гірше рости, не будуть такими красивими, погано будуть готові до розмноження і довго не проживуть.
Акваріум повинен вміщати не менше ніж 2-3 відра води, твердість — 4-8°, кислотність — 6,8-7,0; температура — від 23 до 25 градусів. Бажано тривалий час не міняти воду. Не погано б було додати в акваріум фільтрат торфу або встановити торф'яний фільтр. Повинні бути густі водорості, але й одночасно повинно залишатися багато місця для плавання. Ґрунт — темний, невелика освітленість.
Для розмноження хіфесобриконів потрібне розсіяне світло. Лампочку необхідно затінити фольгою, щоб на дно, де знаходитися ікра, не потрапляло пряме світло. Ґрунт у період нересту не потрібен. Самку і самця в нерестовище поміщають ввечері. Вранці вже самка метає ікру. Після нересту рибок треба забрати, а акваріум затемнити.

## Класифікація
У рід включають 140 видів, з яких близько 60 видів використовуються у акваріумістиці:
| - Hyphessobrycon acaciae García-Alzate, Román-Valencia & Preda-Pedreros, 2010 - Hyphessobrycon agulha Fowler, 1913 - Hyphessobrycon albolineatum Fernández-Yépez, 1950 - Hyphessobrycon amandae Géry & Uj, 1987 - Hyphessobrycon amapaensis Zarske & Géry, 1998 - Hyphessobrycon amaronensis García-Alzate, Román-Valencia & Taphorn, 2010 - Hyphessobrycon anisitsi (C. H. Eigenmann, 1907) - Hyphessobrycon arianae Uj & Géry, 1989 - Hyphessobrycon auca Almirón, Casciotta, Bechara & Ruiz Díaz, 2004 - Hyphessobrycon axelrodi (Travassos, 1959) - Hyphessobrycon balbus G. S. Myers, 1927 - Hyphessobrycon bentosi Durbin, 1908 - Hyphessobrycon bifasciatus M. D. Ellis, 1911 - Hyphessobrycon borealis Zarske, Le Bail & Géry, 2006 - Hyphessobrycon boulengeri (C. H. Eigenmann, 1907) - Hyphessobrycon brumado Zanata & Camelier, 2010 - Hyphessobrycon cachimbensis Travassos, 1964 - Hyphessobrycon cantoi Faria, Guimarães, Rodrigues, Oliveira & Lima, 2021 - Hyphessobrycon catableptus (Durbin, 1909) - Hyphessobrycon chiribiquete García‐Alzate, Lima, Taphorn, Mojica, Urbano‐Bonilla & Teixeira, 2020 - Hyphessobrycon chocoensis García-Alzate, Román-Valencia & Taphorn, 2013 - Hyphessobrycon coelestinus G. S. Myers, 1929 - Hyphessobrycon columbianus Zarske & Géry, 2002 - Hyphessobrycon comodoro Dagosta, Seren, Ferreira & Marinho, 2022 - Hyphessobrycon compressus (Meek, 1904) - Hyphessobrycon condotensis Regan, 1913 - Hyphessobrycon copelandi Durbin, 1908 - Hyphessobrycon cyanotaenia Zarske & Géry, 2006 - Hyphessobrycon diancistrus S. H. Weitzman, 1977 - Hyphessobrycon duragenys M. D. Ellis, 1911 - Hyphessobrycon ecuadorensis (C. H. Eigenmann, 1915) - Hyphessobrycon ecuadoriensis C. H. Eigenmann & Henn, 1914 - Hyphessobrycon eilyos F. C. T. Lima & C. L. R. Moreira, 2003 - Hyphessobrycon elachys M. J. Weitzman, 1984 - Hyphessobrycon eos Durbin, 1909 - Hyphessobrycon epicharis S. H. Weitzman & L. F. Palmer, 1997 - Hyphessobrycon eques (Steindachner, 1882) - Hyphessobrycon erythrostigma (Fowler, 1943) - Hyphessobrycon eschwartzae García-Alzate, Román-Valencia & H. Ortega, 2013 - Hyphessobrycon fernandezi Fernández-Yépez, 1972 - Hyphessobrycon flammeus G. S. Myers, 1924 - Hyphessobrycon frankei Zarske & Géry, 1997 - Hyphessobrycon georgettae Géry, 1961 - Hyphessobrycon gracilior Géry, 1964 - Hyphessobrycon griemi Hoedeman, 1957 - Hyphessobrycon guarani Mahnert & Géry, 1987 - Hyphessobrycon hamatus Bertaco & L. R. Malabarba, 2005 - Hyphessobrycon haraldschultzi Travassos, 1960 - Hyphessobrycon hasemani Fowler, 1913 - Hyphessobrycon heliacus C. L. R. Moreira, Landim & W. J. E. M. Costa, 2002 - Hyphessobrycon herbertaxelrodi Géry, 1961 - Hyphessobrycon heteresthes (Ulrey, 1894) - Hyphessobrycon heterorhabdus (Ulrey, 1894) - Hyphessobrycon hexastichos Bertaco & T. P. Carvalho, 2005 - Hyphessobrycon hildae Fernández-Yépez, 1950 - Hyphessobrycon igneus Miquelarena, Menni, H. L. López & Casciotta, 1980 - Hyphessobrycon iheringi Fowler, 1941 - Hyphessobrycon inconstans (C. H. Eigenmann & Ogle, 1907) - Hyphessobrycon isiri Almirón, Casciotta & Körber, 2006 - Hyphessobrycon itaparicensis S. M. Q. Lima & W. J. E. M. Costa, 2001 - Hyphessobrycon khardinae Zarske, 2008 - Hyphessobrycon langeanii F. C. T. Lima & C. L. R. Moreira, 2003 - Hyphessobrycon latus Fowler, 1941 - Hyphessobrycon loretoensis Ladiges, 1938 - Hyphessobrycon loweae W. J. E. M. Costa & Géry, 1994 - Hyphessobrycon luetkenii (Boulenger, 1887) - Hyphessobrycon maculicauda C. G. E. Ahl, 1936 - Hyphessobrycon mavro García-Alzate, Román-Valencia & Preda-Pedreros, 2010 - Hyphessobrycon megalopterus (C. H. Eigenmann, 1915) | - Hyphessobrycon melanostichos T. P. Carvalho & Bertaco, 2006 - Hyphessobrycon melasemion Fowler, 1945 - Hyphessobrycon melazonatus Durbin, 1908 - Hyphessobrycon meridionalis Ringuelet, Miquelarena & Menni, 1978 - Hyphessobrycon metae C. H. Eigenmann & Henn, 1914 - Hyphessobrycon micropterus (C. H. Eigenmann, 1915) - Hyphessobrycon milleri Durbin, 1908 - Hyphessobrycon minimus Durbin, 1909 - Hyphessobrycon minor Durbin, 1909 - Hyphessobrycon moniliger C. L. R. Moreira, F. C. T. Lima & W. J. E. M. Costa, 2002 - Hyphessobrycon mutabilis W. J. E. M. Costa & Géry, 1994 - Hyphessobrycon negodagua F. C. T. Lima & Gerhard, 2001 - Hyphessobrycon nicolasi Miquelarena & H. L. López, 2010 - Hyphessobrycon niger García-Alzate, Román-Valencia & Preda-Pedreros, 2010 - Hyphessobrycon nigricinctus Zarske & Géry, 2004 - Hyphessobrycon notidanos T. P. Carvalho & Bertaco, 2006 - Hyphessobrycon ocasoensis García-Alzate & Román-Valencia, 2008 - Hyphessobrycon oritoensis García-Alzate, Román-Valencia & Taphorn, 2008 - Hyphessobrycon otrynus Benine & G. A. M. Lopes, 2008 - Hyphessobrycon panamensis Durbin, 1908 - Hyphessobrycon pando Hein, 2009 - Hyphessobrycon parvellus M. D. Ellis, 1911 - Hyphessobrycon paucilepis García-Alzate, Román-Valencia & Taphorn, 2008 - Hyphessobrycon peruvianus Ladiges, 1938 - Hyphessobrycon peugeoti Ingenito, F. C. T. Lima & Buckup, 2013 - Hyphessobrycon piabinhas Fowler, 1941 - Hyphessobrycon poecilioides C. H. Eigenmann, 1913 - Hyphessobrycon procerus Mahnert & Géry, 1987 - Hyphessobrycon proteus C. H. Eigenmann, 1913 - Hyphessobrycon pulchripinnis C. G. E. Ahl, 1937 - Hyphessobrycon pyrrhonotus W. E. Burgess, 1993 - Hyphessobrycon pytai Géry & Mahnert, 1993 - Hyphessobrycon reticulatus M. D. Ellis, 1911 - Hyphessobrycon robustulus (Cope, 1870) - Hyphessobrycon rosaceus Durbin, 1909 - Hyphessobrycon roseus (Géry, 1960) - Hyphessobrycon rutiliflavidus F. R. de Carvalho, Langeani, Miyazawa & Troy, 2008 - Hyphessobrycon saizi Géry, 1964 - Hyphessobrycon santae (C. H. Eigenmann, 1907) - Hyphessobrycon sateremawe Faria, Bastos, Zuanon & Lima, 2020 - Hyphessobrycon savagei W. A. Bussing, 1967 - Hyphessobrycon schauenseei Fowler, 1926 - Hyphessobrycon scholzei C. G. E. Ahl, 1937 - Hyphessobrycon scutulatus C. A. S. de Lucena, 2003 - Hyphessobrycon sebastiani García-Alzate, Román-Valencia & Taphorn, 2010 - Hyphessobrycon simulatus (Géry, 1960) - Hyphessobrycon socolofi S. H. Weitzman, 1977 - Hyphessobrycon sovichthys L. P. Schultz, 1944 - Hyphessobrycon stegemanni Géry, 1961 - Hyphessobrycon stramineusDurbin, 1918 - Hyphessobrycon sweglesi (Géry, 1961) - Hyphessobrycon taguae García-Alzate, Román-Valencia & Taphorn, 2010 - Hyphessobrycon takasei Géry, 1964 - Hyphessobrycon taphorni García-Alzate, Román-Valencia & H. Ortega, 2013 - Hyphessobrycon taurocephalus M. D. Ellis, 1911 - Hyphessobrycon tenuis Géry, 1964 - Hyphessobrycon togoi Miquelarena & H. L. López, 2006 - Hyphessobrycon tortuguerae J. E. Böhlke, 1958 - Hyphessobrycon tropis Géry, 1963 - Hyphessobrycon tukunai Géry, 1965 - Hyphessobrycon tuyensis García-Alzate, Román-Valencia & Taphorn, 2008 - Hyphessobrycon uaiso F. R. de Carvalho & Langeani, 2013 - Hyphessobrycon vilmae Géry, 1966 - Hyphessobrycon vinaceus Bertaco, L. R. Malabarba & Dergam, 2007 - Hyphessobrycon wajat Almirón & Casciotta, 1999 - Hyphessobrycon weitzmanorum F. C. T. Lima & C. L. R. Moreira, 2003 - Hyphessobrycon werneri Géry & Uj, 1987 - Hyphessobrycon zoe Faria, Lima & Wosiacki, 2020 |